# Karl Lux (Theologe)
Karl Lux (* 26. Januar 1872 in Wellenhof bei Neisse; † 23. September 1931 in Münster) war ein deutscher römisch-katholischer Theologe.

## Leben
Karl Lux war der Sohn eines Rittergutsbesitzers. Nach dem Abitur am Gymnasium in Neisse und studierte er 1892–1897 Katholische Theologie in Tübingen, Fribourg und Breslau. Er war Mitglied der katholischen Studentenverbindung KStV Alamannia Tübingen. In Breslau wurde er 1897 zum Priester geweiht. 1898 erwarb er das theologische Lizentiat. Im gleichen Jahr wurde er zunächst Kaplan im Wallfahrtsort Bardo (Powiat Ząbkowicki)Wartha und anschließend Domvikar am Breslauer Dom. Von 1898 bis 1901 setzte er sein Studium in Rom fort und erwarb hier im Jahr 1900 das Lizenziat im Fach Kirchenrecht. In Rom war er zugleich Kaplan an der deutsch-österreichischen Nationalkirche S. Maria dell’Anima. Von 1901 war Lux Kaplan in Breslau, ab 1902 leitete er das dortige bischöfliche Knabenkonvikt. 1904 wurde er mit einer Dissertation, in der er die Apostolischen Konstitutionen zu den dem Papst vorbehaltene Pfründenvergaben von 1265 bis 1378 zusammenstellte und erläuterte, an der Universität Breslau zum Dr. theol. promoviert und 1906 habilitiert.
Ab 1907 wurde Lux zum außerordentlichen Professor in Breslau ernannt, noch im gleichen Jahr wechselte er nach Münster. 1910 erlangte er dort die ordentliche Professur für Kirchenrecht. Gleichzeitig war er Mitdirektor des Theologischen Seminars. 1926/27 bekleidete Lux das Amt des Rektors an der Universität Münster.

## Schriften (Auswahl)
- Papst Silvesters II. Einfluss auf die Politik Kaiser Ottos III. Ein Beitrag zur Geschichte des 10. Jahrhunderts. Müller & Seiffert, Breslau 1898.
- Constitutionum Apostolicarum de generali beneficiorum reservatione ab anno 1265 usque ad anno 1378 emmissarum, tam intra quam extra corpus iuris exstantium, collectio et interpretatio: una cum documentis ex Tabularis Vaticanis et Bibliothecea Barberiana desumptis. Grosser, Breslau 1904 (Dissertation).
- Die Besetzung der Benefizien in der Breslauer Diözese durch die Päpste von Avignon <1305–1378>. Ein Beitrag zur Geschichte des päpstlichen Provisions- und Reservationswesens im 14. Jahrhundert. Breslau 1906 (Habilitationsschrift).
- Trennung von Staat und Kirche. Aschendorff, Münster 1919.